# Carin Berggren
Carin Ann-Marie Berggren, född 30 mars 1963 i Jönköping i Jönköpings län, är en svensk tidigare politiker, som 2015–2017 var kommunalråd för Moderaterna i Jönköpings kommun.
Berggren har studerat vid Växjö universitet och senare utbildat sig till studie- och yrkesvägledare vid Malmö högskola. Hon var anställd som studie- och yrkesvägledare inom Jönköpings kommun fram till dess att hon valdes till kommunalråd, ett jobb hon återgick till efter sin tid som heltidspolitiker.
Berggren började sin politiska karriär i Kristdemokraterna, och var mellan 2006 och 2010 ordförande i Jönköpings kommuns fritidsnämnd. Hon lämnade Kristdemokraterna kort före valet 2010.
År 2012 återvände hon till politiken, nu som moderat, som ordförande i utbildnings- och arbetsmarknadsnämnden. I valet 2014 var Berggren Moderaternas toppkandidat, och hon blev 1 januari 2015 nytt kommunalråd efter Mats Green. Hon var i den rollen kommunstyrelsens förste vice ordförande. Hon var också ordförande i kommunens tekniska utskott, där hon ansvarade för frågor rörande fysisk planering och kommunikationer, miljö- och hälsoskydd, räddningstjänst, vatten och avlopp, avfall, fastigheter och energiplanering. Den 2 maj 2017 meddelade hon sin avgång som kommunalråd, och den 29 maj 2017 lämnade hon Moderaterna.
Inför valet 2018 var hon med och bildade det lokala partiet Kommundemokraterna, som dock inte vann några mandat i kommunfullmäktige.